# Tony Maggs

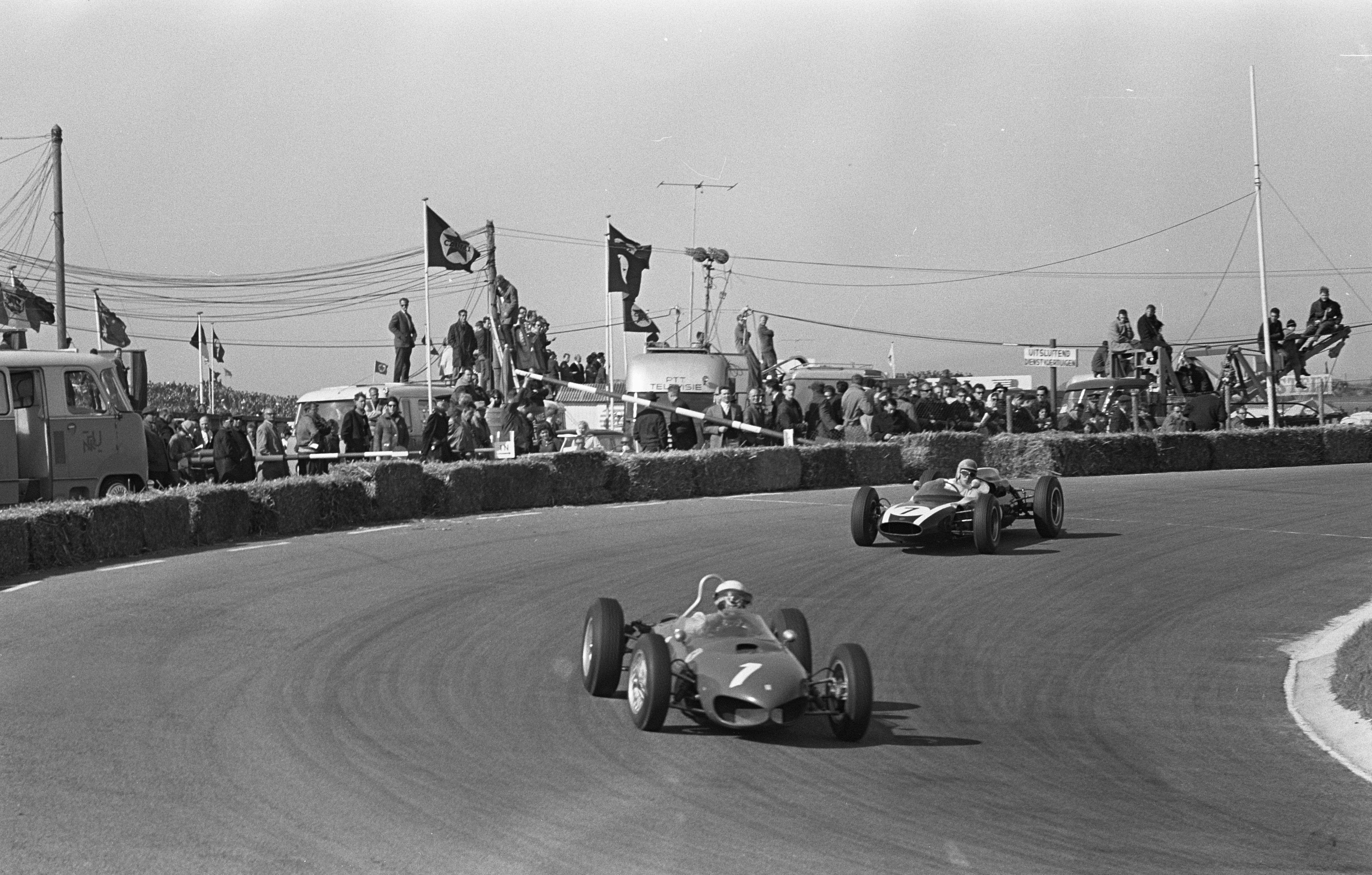
Tony Maggs detrás de Phil Hill en el Gran Premio de los Países Bajos de 1962.

Anthony Francis O'Connell Maggs (Pretoria, 9 de febrero de 1937-Caledon, 2 de junio de 2009), más conocido como Tony Maggs, fue un piloto de automovilismo sudafricano. En Fórmula 1 corrió 27 Grandes Premios, obtuvo 3 podios y 26 puntos.

## Resultados

### Fórmula 1
(Clave) (negrita indica pole position) (cursiva indica vuelta rápida)

| Año         | Escudería           | 1       | 2       | 3       | 4     | 5       | 6       | 7     | 8       | 9       | 10    | Pos. | Puntos |
| ----------- | ------------------- | ------- | ------- | ------- | ----- | ------- | ------- | ----- | ------- | ------- | ----- | ---- | ------ |
| 1961        | Louise Bryden-Brown | MON     | NED     | BEL     | FRA   | GBR 13  | GER 11  | ITA   | USA     |         |       | NC   | 0      |
| 1962        | Cooper Car Company  | NED 5   | MON Ret | BEL Ret | FRA 2 | GBR 6   | GER 9   | ITA 7 | USA 7   | RSA 3   |       | 7°   | 13     |
| 1963        | Cooper Car Company  | MON 5   | BEL 7   | NED Ret | FRA 2 | GBR 9   | GER Ret | ITA 6 | USA Ret | MEX Ret | RSA 7 | 8.º  | 9      |
| 1964        | Scuderia Centro Sud | MON DNP | NED DNS | BEL DNS | FRA   | GBR Ret | GER 6   | AUT 4 | ITA DNP | USA     | MEX   | 12.º | 4      |
| 1965        | Reg Parnell Racing  | RSA 11  | MON     | BEL     | FRA   | GBR     | NED     | GER   | ITA     | USA     | MEX   | NC   | 0      |
| Referencia: |                     |         |         |         |       |         |         |       |         |         |       |      |        |